# 阿卡衛星
阿卡衛星 (Aqua， EOS PM-1 ) 是美国国家航空航天局研製的一颗科研人造衛星，它發射後運行在太阳同步轨道上。美国国家航空航天局發射該衛星的目的是用來研究降水、蒸发和水循环。阿卡衛星的名字来自拉丁语中的水（aqua）。该卫星于2002年5月4日从范登堡太空基地发射，發射時的运载火箭為三角洲2號運載火箭。

## 外部鏈接
- NASA Aqua site （页面存档备份，存于）
- Aqua Mission Profile by NASA's Solar System Exploration
- Mission Control Tunes Up Aqua's Orbit （页面存档备份，存于）, August 20, 2009